# Amatenango del Valle
Amatenango del Valle là một đô thị thuộc bang Chiapas, México. Năm 2005, dân số của đô thị này là 8506 người.